# Six Figures
Six Figures — другий студійний альбом американського репера D-Shot, виданий 29 липня 1997 р. Jive Records і Shot Records, власним лейблом виконавця. Платівка посіла 21-шу сходинку чарту Top R&B/Hip-Hop Albums та 81-ше місце чарту Billboard 200. Виконавчий продюсер: D-Shot.
У записі альбому взяли участь E-40, B-Legit, Too Short та ін. Пісню «(I'll Be Yo') Huckleberry» можна почути у фільмі «Поклик плоті» (англ. Booty Call). Для реклами саундтреку стрічки на композицію зняли відеокліп. «(I'll Be Yo') Huckleberry» й «True Worldwide Playaz» увійшли до Sick wid It's Greatest Hits, компіляції 1999 р.

## Список пісень
1. «They Call Him Shot» — 1:30
2. «Duck» (з участю E-40 та B-Legit) — 4:19
3. «Out Tha' Pen» — 3:13
4. «Great Britain International…Head/Lee/Own» (з участю Levitti) — 4:40
5. «I'll Be Your Friend» (з участю Celly Cel, Mississippi та Levitti) — 4:45
6. «One More Shot» (з участю Mr. Malik та Mac Shawn) — 5:09
7. «True Worldwide Playaz» (з участю Too Short, Spice 1 та Bo-Roc) — 4:37
8. «It's Ma Thang» (з участю Kaveo та Bo-Roc) — 4:02
9. «Six Figures» (з участю Celly Cel та Levitti) — 3:47
10. «Huckleberry Hotline» — 1:17
11. «(I'll Be Yo') Huckleberry» (з участю E-40, Levitti та Saulter Twins) — 4:38
12. «Is It Cool to Fuck» (з участю G-Note) — 4:45
13. «Reversal Interlude» — 3:01

## Чартові позиції
| Чарт (1997)               | Найвища позиція |
| ------------------------- | --------------- |
| США                       | 81              |
| US Top R&B/Hip-Hop Albums | 21              |